# Покошичі
Поко́шичі — село в Україні, у Понорницькій селищній громаді Новгород-Сіверського району Чернігівської області. Населення становить 543 осіб. До 2020 орган місцевого самоврядування — Покошицька сільська рада.
Вперше згадується 1708 року. У 1866 році — 217 дворів, 1268 жителів, мурована Троїцька церква (1780), у 1897 році — 388 дворів, 2311 жителів, земська школа, бібліотека

## Географія
У селі бере початок річка Студенка.

## Символіка
На гербі зображені дві перехрещенні бойові коси, що вказує на назву села (герб є промовистим). Зелений колір означає траву, що також веде до слова косити. Козацький малиновий хрест свідчить про козацькі подвиги. Соловейко, що сидить на хресті, символізує красу навколишньої природи і гарні місця щоб послухати пташині трелі. Також герб можна трактувати як оспівування пташкою славетного минулого села.

## Історія
О.Лазаревський у своїй праці “Малороссийские посполите крестьяни (1648-1783 гг.)” згадує козаків с. Покошич (Покосиць?) при суперечці за
угіддя з монахами Новгород-Сіверського Спаського монастиря так усвідомлювали еволюцію поземельних відносин у Гетьманщині: “…Когда, при помощи Божіей, малороссіяне з гетманом Богданом Зеновіем Хмельницким кровію своею освободили Малую Россію от ярма лядскаго и от держави польських королей, – писали вони в скарзі на утиски НовгородСіверського Спаського монастиря, – а пришли в подданство всероссійскаго монарха великаго государя Алексея Михайловича, в ту пору на обоих сторонах Днепра вся земля была малороссіян сполная и общая, потамист, покамист они первее – под полки, а в полках под сотне, а в сотнях под местечка, села и деревне и в оных под свои жилища, двори, доми и футори осягли и позаймали; и потому сталися все добра (именія) малороссіянам быть властными чрез займы. Оніе ж займи свои малороссіяне разными означали способами: одни оборували, другіе – копцами обносили и рвом окопували, кляками ограничили и что хотеали в тех займах строили, гаи возращали и сади заводили, футори, слободы, деревне, села на свое имя селили, к себе на користь приводили, на болотах, где видели к устроенію мельниц места, там оніе стороили…”.
“В цьому оповіданні, – на думку О.Лазаревського, – повна історія поземельної власності в Малоросії”. Тому-то пізніші історики, які вивчали
минуле Гетьманщини, так “полюбили” цитувати цей документ (Д.Багалій, В.Барвінський, М.Ткаченко, В.Смолій, К.Стецюк, В.Дядиченко, О.Гуржій та
ін.).
Село було центром Покошицької волості Кролевецького повіту. 
12 червня 2020 року, відповідно до розпорядження Кабінету Міністрів України № 730-р «Про визначення адміністративних центрів та затвердження територій територіальних громад Чернігівської області», увійшло до складу Понорницької селищної громади.
19 липня 2020 року, в результаті адміністративно-територіальної реформи та ліквідації Коропського району, увійшло до складу Новгород-Сіверського району Чернігівської області.

## Населення

### Мова
Розподіл населення за рідною мовою за даними перепису 2001 року:
| Мова       | Кількість | Відсоток |
| ---------- | --------- | -------- |
| українська | 936       | 98.84%   |
| російська  | 10        | 1.06%    |
| білоруська | 1         | 0.10%    |
| Усього     | 947       | 100%     |

## Відомі люди
- Артюшенко Петро Миколайович (1957—2019) видатний український селекціонер та агроном, автор найпоширеніших сучасних сортів озимих пшениць.
- Загорська Меланія Овдіївна, до шлюбу Ходот (1837—1891) — українська співачка, перша виконавиця ролі Наталки Полтавки.
- Побелян Микола Федорович (1948) — український поет, літератор, педагог, учитель-методист, член Національної спільки письменників України.
- Ходот Андрій Варфоломійович (1816—1869) — український медик часів Російської імперії.
- Остапенко Олег Миколайович